# Tour de Haute-Savoie
Das Straßenradrennen Tour de Haute-Savoie war ein französischer Radsportwettbewerb für Berufsfahrer, der mit Unterbrechungen als Eintagesrennen von 1927 bis 1957 im Département Haute-Savoie veranstaltet wurde. Das Rennen hatte 21 Austragungen. Zeitweise lief das Rennen unter dem Namen „Circuit de la Haute-Savoie“.

## Palmarès
- 1927  Léon Chené
- 1928  Georges Antenen
- 1929  Joseph Mauclair
- 1930  Claudius Robert
- 1931  Léon Fichot
- 1932  Nestor Jordil
- 1933  Hermann Buse
- 1934  Albert Büchi
- 1935–1941 nicht ausgetragen
- 1942  Fermo Camellini
- 1943  Pierre Brambilla
- 1944–1946 nicht ausgetragen
- 1947  Eugenio Galliussi
- 1948  Pierre Molinéris
- 1949  Victor Fraccaro
- 1950  Émile Baffert
- 1951  Jean Guéguen
- 1952  Jean Robic
- 1953  Raoul Rémy
- 1954  Raymond Elena
- 1955  Jean Anastasi
- 1956  Marcel Ferri
- 1957  Jean Bellay